# Roger de Mowbray, I Barón Mowbray
Roger de Mowbray, I Barón Mowbray (1254– 21 de noviembre de 1297) fue un par inglés y soldado.
Era hijo de otro Roger de Mowbray y nieto de William de Mowbray. Sirvió en las guerras de Gales y Gascuña. En 1265 fue convocado por el Parlamento de Simon de Montfort, pero tales convocatorias fueron más tarde declaradas nulas. Sin embargo, Eduardo I lo convocó al Parlamento en 1283 como Lord Mowbray.
De Mowbray se casó con Rose de Clare, hija de Richard de Clare y Maud de Lacy. Tuvieron al menos dos hijos:
- John, que sucedió a su padre en la baronía.
- Alexander, que aparentemente se asentó en Escocia.[2]